# Shahabad (ciutat)
Shahabad és una ciutat i municipalitat del districte d'Hardoi, a l'estat d'Uttar Pradesh a 27° 39′ N, 79° 57′ E / 27.65°N,79.95°E. Consta al cens del 2001 amb una població de 67.661 habitants. La població el 1881 era de 18.510 habitants i el 1901 de 20.036. La Jama Masjid és el seu monument principal.
La ciutat fou fundada el 1677 per Diler Khan i la majoria de barris o seccions porten el nom dels seus companys. El 1850 i el 1868 fou escenari de greus incidents entre musulmans i hindús. La municipalitat es va formar el 1872.